# Gare de Carbonne
La gare de Carbonne est une gare ferroviaire française de la ligne de Toulouse à Bayonne, située sur le territoire de la commune de Carbonne, dans le département de la Haute-Garonne en région Occitanie. 
Elle est mise en service en 1862 par la Compagnie des chemins de fer du Midi et du Canal latéral à la Garonne. 
C'est une gare de la Société nationale des chemins de fer français (SNCF) desservie par des trains régionaux TER Occitanie ou liO.

## Situation ferroviaire
Établie à 212 mètres d'altitude, la gare de Carbonne est située au point kilométrique (PK) 41,439 de la ligne de Toulouse à Bayonne, entre les gares de Longages - Noé et de Cazères. Vers Cazères, s'intercale la gare fermée de Saint-Julien-sur-Garonne. 
La gare dépend de la région ferroviaire de Toulouse. Elle est équipée de deux quais : le quai 1 dispose d'une longueur utile de 321 m pour la voie 1, le quai 2 d'une longueur utile de 321 m pour la voie 2.

## Histoire
La station de Carbonne est mise en service le 9 juin 1862 par la Compagnie des chemins de fer du Midi et du Canal latéral à la Garonne lorsqu'elle ouvre la section de Portet-Saint-Simon à Montréjeau le 9 juin 1862, qui permet la circulation des trains depuis Toulouse.
En 1907 est installée à proximité une gare terminus du Tacot du Volvestre sur la ligne de Carbonne au Mas-d'Azil à voie métrique d'abord de Carbonne à Montesquieu-Volvestre, puis prolongée jusqu'au Mas-d'Azil en 1911. Elle est exploitée par la Compagnie des chemins de fer du Sud-Ouest jusqu'à sa fermeture en 1938.
Électrification : juillet 1924 est la date de mise sous tension du tronçon de la ligne entre Boussens et Toulouse (en 1,5 kV - cc)
En 1928, la Compagnie du Midi fait installer l'éclairage électrique de sa gare.
Un dépôt de la SNCF en partie désaffecté est présent à proximité de la gare en direction de Montréjeau - Gourdan-Polignan.
En 2014, selon les estimations de la SNCF, la fréquentation annuelle de la gare était de 284 195 voyageurs.
En 2017, une passerelle est construite avec deux ascenseurs  pour l'accès aux quais des voyageurs,.
En 2024 réaménagement du parking de la gare qui aura une capacité de 248 places, et qu'un pôle multimodal amélioré.

## Fréquentation
De 2015 à 2021, selon les estimations de la SNCF, la fréquentation annuelle de la gare s'élève aux nombres indiqués dans le tableau ci-dessous :
| Année                      | 2015    | 2016    | 2017    | 2018    | 2019    | 2020    | 2021    | 2022    | 2023    |
| -------------------------- | ------- | ------- | ------- | ------- | ------- | ------- | ------- | ------- | ------- |
| Voyageurs seuls            | 285 182 | 264 504 | 275 991 | 211 810 | 242 174 | 191 932 | 217 819 | 301 802 | 380 474 |
| Voyageurs et non voyageurs | 356 478 | 330 630 | 344 989 | 264 763 | 302 718 | 239 915 | 272 274 | 377 253 | 475 593 |

## Service des voyageurs

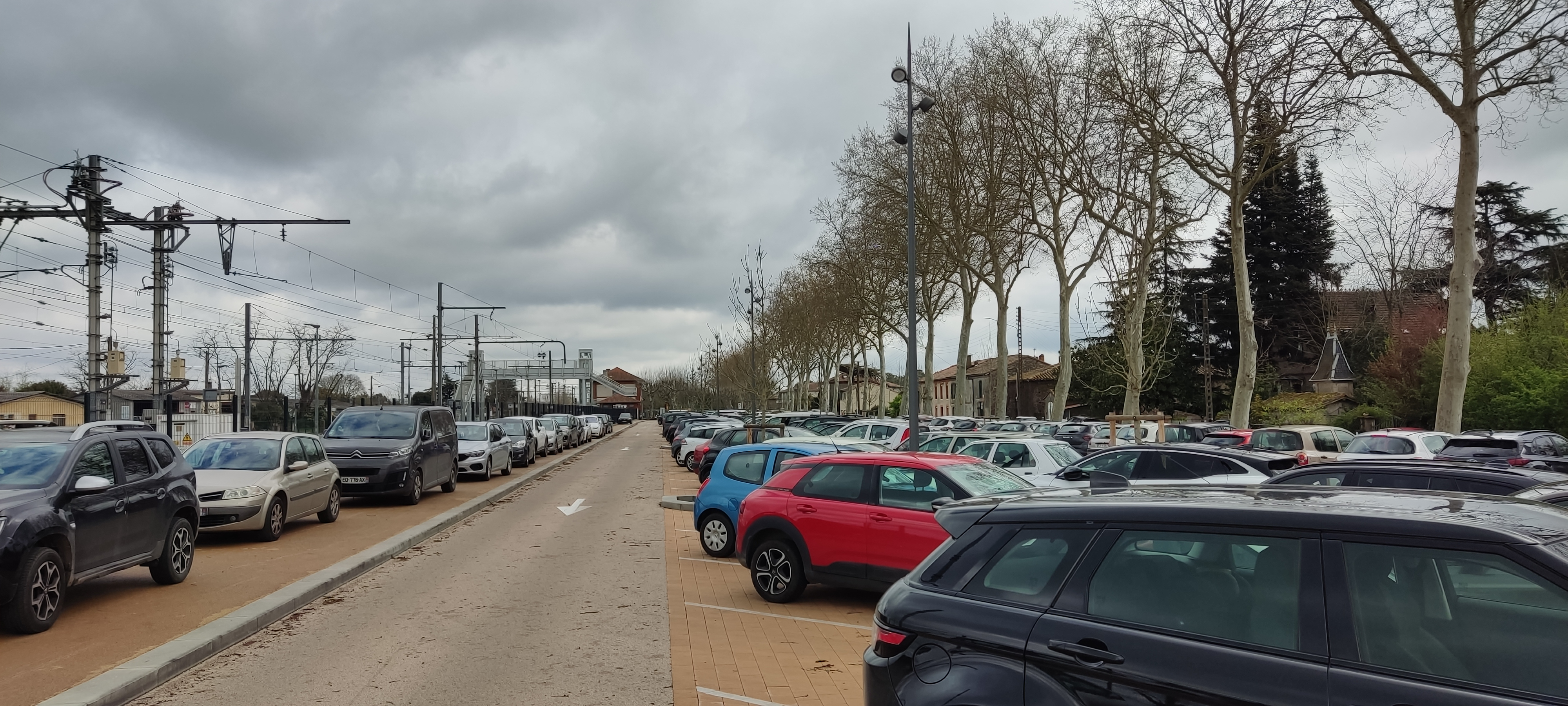
Gare de Carbonne en 2025 (parking sud)

### Accueil
Gare SNCF, elle dispose d'un bâtiment voyageurs, avec guichet, ouvert tous les jours. Elle est équipée d'automates pour l'achat de titres de transport.
Depuis août 2017, une passerelle permet l'accès aux quais en remplacement du passage planchéié qui permettait la traversée des voies.

### Desserte
Carbonne est desservie par des trains TER Occitanie qui effectuent des missions entre les gares de Toulouse-Matabiau et de Boussens, Montréjeau ou Pau (ligne Toulouse - Tarbes - Lourdes - Pau), à raison de treize allers et onze retours par jour en semaine, cadencés à la demi-heure aux heures de pointe. Le temps de trajet est d'environ 35 minutes depuis Toulouse-Matabiau et de 2 heures 15 minutes depuis Pau.

### Intermodalité
Un parc pour les vélos et un parking pour les véhicules sont aménagés. La gare est desservie par des autocars liO : 
- Bus 322, qui relie la gare de Carbonne à Montesquieu-Volvestre en passant par le centre-ville  de Carbonne (Jardin Public) et Rieux-Volvestre.
- Bus 323, qui relie Le Fousseret à la gare de Carbonne en passant par Marignac-Lasclares, Gratens, Bois-de-la-Pierre et Peyssies.